# Samson Semjonowitsch Kutateladse

Samson Semjonowitsch Kutateladse (15. Juli 1984)

Samson Semjonowitsch Kutateladse (russisch Самсон Семёнович Кутателадзе; * 18. Julijul. / 31. Juli 1914greg. bei St. Petersburg; † 20. März 1986 in Moskau) war ein sowjetischer Physiker und Hochschullehrer.

## Leben
Kutateladse stammte aus einer adligen Offiziersfamilie. Nach der Scheidung seiner Eltern 1918 wuchs er bei seiner Mutter Alexandra Wladimirowna, die Hebamme war, zunächst in Georgien und ab 1922 in Petrograd auf. 1932 begann er, ohne Ausbildung im zentralen Polsunow-Kesselturbinen-Institut in Leningrad zu arbeiten. Der Vater starb 1937 während des Großen Terrors in einem Lager bei Nowosibirsk.
Von 1934 bis 1938 studierte Kutateladse am Leningrader Polytechnischen Institut. Während des Studiums wurde er zweimal als Asozialer ausgeschlossen. 1938 verfasste er eine Monografie über die Grundlagen der Theorie der Wärmeübertragung bei der Aggregatzustandsänderung.
Während des Deutsch-Sowjetischen Krieges diente Kutateladse in Murmansk in der Marineinfanterie. Bei einer Landungsoperation hinter den feindlichen Linien wurde er schwer verwundet. 1943 trat er in die KPdSU ein. Im August 1945 wurde er in die Reserve entlassen.
1945 wurde Kutateladse Chef des Laboratoriums für Wärmeübertragung des Polsunow-Kesselturbinen-Instituts. Er präsentierte 1949 eine hydrodynamische Theorie für das Blasensieden (Kutateladze's burnout theory) in seinem Buch über Wärmeübertragung in einem Zweiphasen-System. 1950 schloss er das Studium als Fernstudent im Polsunow-Kesselturbinen-Institut mit Verteidigung seiner Kandidat-Dissertation ab. 1952 wurde er nach Verteidigung seiner Dissertation über die Analyse der hydrodynamischen Stabilität im Verlauf der Vermengung von Gas und Flüssigkeit zum Doktor promoviert. Kutateladse lehrte ab 1953 an der Krylow-Marineakademie in Leningrad. Er war einer der Gründer des Instituts für Thermophysik der Sibirischen Abteilung (SO) der Akademie der Wissenschaften der UdSSR (AN-SSSR, ab 1991 Russische Akademie der Wissenschaften (RAN)), das 1957 in Nowosibirsk gegründet wurde. 1958 verfasste er zusammen mit Michail Adolfowitsch Styrikowitsch eine Monografie über die Hydrodynamik der Gas-Flüssigkeit-Systeme, die weltweit erstmals die theoretischen und experimentellen Grundlagen dieses Forschungsgebiets zusammenfasste.
Ab 1959 arbeitete Kutateladse in der SO der AN-SSSR in Nowosibirsk. 1962 wurde er Professor und darauf Leiter des Lehrstuhls für Thermophysik der Staatlichen Universität Nowosibirsk (NGU). Von 1964 bis 1986 war er Direktor des Instituts für Thermophysik, das seit 1994 seinen Namen trägt. 1968 wurde er zum Korrespondierenden Mitglied und 1979 zum Vollmitglied der AN-SSSR gewählt. Seit 1976 war er Vorsitzender des Präsidiums der SO der AN-SSSR.
Kutateladse entwickelte zusammen mit Alexander Iwanowitsch Leontjew eine Theorie mit dimensionslosen Kennzahlen für die turbulente Grenzschicht kompressibler Gase. Unter Kutateladses Leitung wurde auf Kamtschatka in Paratunka das weltweit erste Geothermie-Kraftwerk auf Freon-Basis errichtet, das 1967 seinen Betrieb aufnahm. Zusammen mit Wladimir Jeliferjewitsch Nakorjakow untersuchte Kutateladse den Wärme- und Massentransport und Wellen in Gas-Flüssigkeit-Systemen. Für die Zwei-Phasen-Strömung entwickelte Kutateladse eine dimensionslose Kennzahl, die nun seinen Namen trägt (Kutateladze number). In Fortführung der Ideen Michail Wiktorowitsch Kirpitschows und Alexander Adolfowitsch Guchmans veröffentlichte Kutateladse eine Reihe von Arbeiten zur Ähnlichkeitstheorie und insbesondere die Monografie über Ähnlichkeitsanalyse und physikalische Modelle. Zusammen mit Jakow Borissowitsch Seldowitsch und Wladimir Jeliferjewitsch Nakorjakow beobachtete Kutateladse 1986 die Bildung von Verdünnungsstoßwellen.
Kutateladses Sohn war der Mathematiker Semjon Samsonowitsch Kutateladse.
Kutateladse wurde auf dem Südfriedhof in Nowosibirsk begraben. Der Kutateladse-Preis ist für junge Wissenschaftler der SO der RAN ausgeschrieben. In Akademgorodok gibt es die Kutateladse-Straße.

## Ehrungen, Preise
- Medaille „Für die Verteidigung des sowjetischen Polargebietes“[15]
- Orden des Roten Banners der Arbeit (1954)
- Ehrenzeichen der Sowjetunion (1957)
- Leninorden (1967, 1982, 1984)[3]
- Max Jakob Memorial Award (1969)
- Orden der Oktoberrevolution (1974)
- Polsunow-Preis der AN-SSSR (1976)
- Staatspreis der UdSSR im Bereich Wissenschaft und Technik (1983)[3]
- Held der sozialistischen Arbeit mit Leninorden und Goldener Hammer-und-Sichel-Medaille (1984)[3]
- Orden des Vaterländischen Krieges I. Klasse (1985)[15]
- Staatspreis der RSFSR im Bereich Wissenschaft und Technik (1988 postum)[3]